# Le Masque du vice
Le Masque du vice est un film français muet réalisé par André Hugon et Raphaël Adam, sorti en 1917.

## Fiche technique
Source : IMDb
- Titre : Le Masque du vice
- Réalisation : André Hugon[1] et Raphaël Adam[1]
- Scénario : Raphaël Adam
- Genre : Comédie dramatique
- Société de production : Les Films Succès[1]
- Pays de production : France
- Format : Noir et blanc - Muet - 950 mètres
- Date de sortie : 
  - France : 9 février 1917

## Distribution
Source : IMDb
- Polaire[2]